# George Mosson
George Mosson, né le 2 février 1851 à Aix-en-Provence et mort le 3 septembre 1933 à Berlin, est un peintre et dessinateur franco-allemand, membre fondateur de l'association d'artistes Berliner Secession,. Il était principalement connu pour ses peintures de natures mortes représentant des fleurs, mais il a également peint des paysages et des portraits.

## Biographie

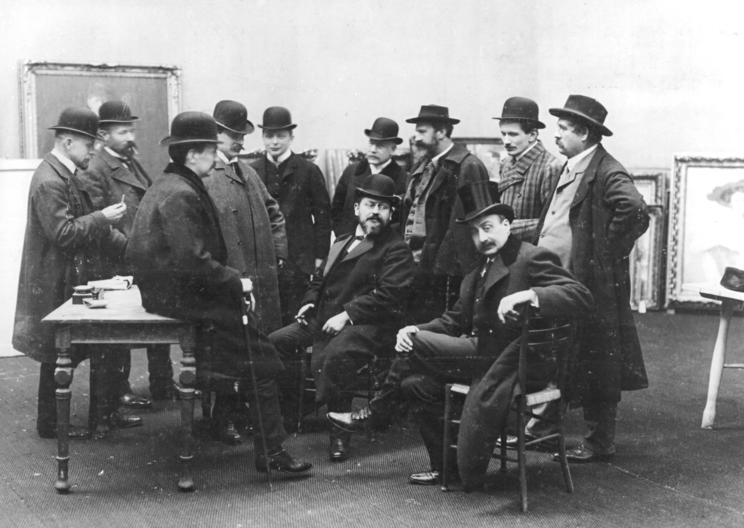
Jury de l'exposition de la Sécession berlinoise de 1908, avec George Mosson (sixième en partant de la gauche, debout (Également, depuis la gauche : Fritz Klimsch, August Gaul, Walter Leistikow, Hans Baluschek, Paul Cassirer, Max Slevogt (assis), Max Kruse (debout), Max Liebermann (debout), Emil Rudolf Weiß (debout), Lovis Corinth (debout))

Mosson naît en 1851 à Aix-en-Provence, dans le sud de la France. Il émigre à Berlin à l'âge de 14 ans, où il termine sa scolarité. Sa formation artistique débute par des études à l'Académie des arts de Berlin, auprès des professeurs Carl Steffeck et Hermann Freese (de). Il continue ses études à l'École des beaux-arts de Weimar, et commence à exposer ses œuvres à Berlin à partir de 1884.
En 1892, George Mosson est cofondateur du collectif Association des XI, ainsi que membre fondateur de l'association Berliner Secession,, regroupée pour protester contre le conservatisme de l'Association des artistes de Berlin. Après la scission de ce groupe en 1913, George Mosson se regroupe avec Max Liebermann, Max Slevogt et d'autres pour former la Sécession libre. Il était également membre de l'Union des artistes allemands (« Deutschen Künstlerbundes »).
George Mosson meurt le 3 septembre 1933 à Berlin, en Allemagne.

## Peintures

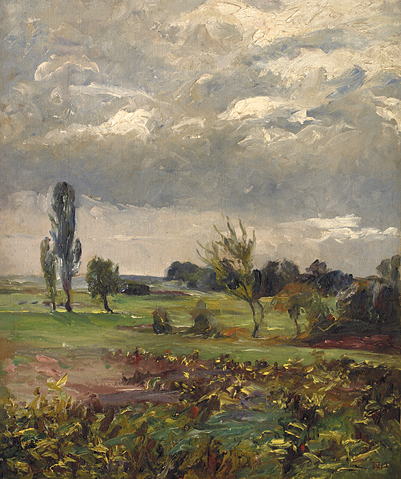
Märkische Landschaft, 1915
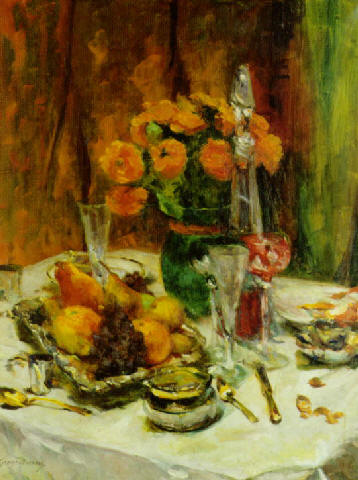
Intérieur avec table couverte et verres de champagne, fruits et asters de Chine (« Interieur mit gedecktem Tisch mit Champagnergläsern, Früchten und Sommerastern », 1919)
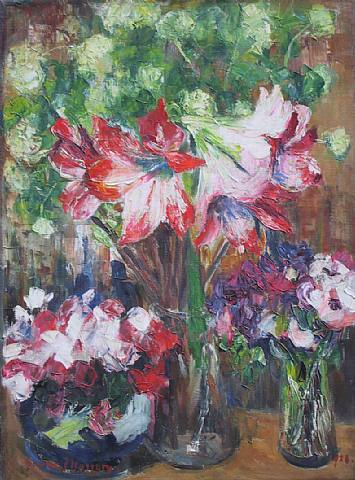
Nature morte d'amaryllis (« Blumenstillleben mit Amaryllis »), 1928
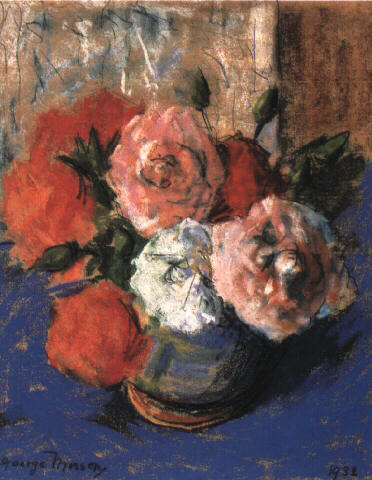
Vase de roses (« Rosenvase »), 1932